# Wayuu (langue)
Cet article concerne la langue wayuu. Pour le peuple wayuu, voir Wayuu.
Le wayuu ou guajiro (en wayuu : Wayuunaiki) est une langue amérindienne de la famille des langues arawakiennes du Nord, parlée en Colombie et au Venezuela dans le désert de la péninsule de Guajira, par 600 000 personnes.

## Écriture
Le wayuu s'écrit avec une version adapté de l'alphabet latin. Les signes propres à la langue sont, entre autres, sh, qui note [ʃ], ou ü pour la voyelle ɨ [ɨ]. La consonne battue, [ɽ], est écrite l, le r notant un son proche de l'espagnol rr.
| a | ch | e | i | j | k | ’ | l | m | n | o | p | r | s | sh | t | u | ü | w | y |

## Phonologie
Les tableaux présentent les phonèmes du wayuu, les voyelles, et les consonnes.

### Voyelles
|         | Antérieure    | Centrale      | Postérieure   |
| ------- | ------------- | ------------- | ------------- |
| Fermée  | i [i] ii [iː] | ü [ɨ] üü [ɨː] | u [u] uu [uː] |
| Moyenne | e [e] ee [eː] |               | o [o] oo [oː] |
| Ouverte |               | a [a] aa [aː] |               |

### Consonnes
|               |               | Bilabiale | Dentale | Rétrofl. | Palatale | Vélaire | Glottale |
| ------------- | ------------- | --------- | ------- | -------- | -------- | ------- | -------- |
| Occlusives    | Occlusives    | p [p]     | t [t]   |          |          | k [k]   | ’ [ʔ]    |
| Fricatives    | Fricatives    |           | s [s]   |          | sh [ʃ]   |         | h [h]    |
| Affriquées    | Affriquées    |           |         |          | ch [t͡ʃ]  |         |          |
| Nasales       | Nasales       | m [m]     | n [n]   |          |          |         |          |
| Liquides      | Liquides      |           | r [rr]  | l [ɽ]    |          |         |          |
| Semi-voyelles | Semi-voyelles | w [w]     |         |          | y [j]    |         |          |